# Hueso de Puerco
Hueso de Puerco es una localidad del municipio de Centro ubicado en la subregión centro del estado mexicano de Tabasco.

## Geografía
La localidad de Hueso de Puerco se sitúa en las coordenadas geográficas 17°47′19″N 92°53′50″O / 17.788611, -92.897222, a una elevación de 20 metros sobre el nivel del mar.

## Demografía
Según el Censo de Población y Vivienda 2020, efectuado por el Instituto Nacional de Estadística y Geografía, la localidad de Hueso de Puerco tiene 688 habitantes, de los cuales 341 son del sexo masculino y 347 del sexo femenino. Su tasa de fecundidad es de 2.32 hijos por mujer y tiene 192 viviendas particulares habitadas.
| Gráfica de evolución demográfica de Hueso de Puerco entre 1940 y 2020 |
|                                                                       |
| INEGI.                                                                |